# 廷帕诺戈斯山
廷帕诺戈斯山（英语：Mount Timpanogos，有时非正式地称为Timp），是犹他州沃萨奇岭中的第二高峰。尤因塔-瓦萨奇国家森林公园的廷帕诺戈斯山高于海平面11752英尺（3,582米）。按照地形突起度概念，该山脉高5270英尺，是美国本土第47最突出的山脉。
山上矗立在犹他谷，延伸到李海（Lehi），普若佛，奥勒姆，普莱森特格罗夫，亚美利加福克，林顿和其他的城市。山的暴露部分是由3亿年石灰岩和来宾夕法尼亚纪的白云石构成，丰富的冬季降雪， 是沃萨奇岭此部分范围的特点。雪崩活动常见于冬季和春季。在这座山里还有另外一座国家公园：廷帕诺戈斯洞穴国家公园，在山护林员导游北端一系列装饰的洞穴，每天向公众开放。
这个词来自于廷帕诺戈斯，住在周围的山谷从公元1400年廷帕诺戈特部落。这个名字翻译为“岩石”（Tumpi -），和“口水”或者“峡谷”（panogos）。

## 登山
廷帕诺戈斯山是犹他州落基山脉最受欢迎的远足和攀岩的山脉之一，一年四季都有人慕名而来。